# HD ready

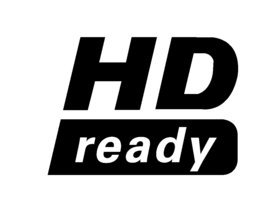
LOGO HD ready

Přehled nejčastějších rozlišení

HD Ready je logo vlastněné, uvedené na trh a licencované výrobcům spotřební elektroniky společností EICTA (European Industry Association for Information Systems, Communication Technologies and Consumer Electronics – Evropská průmyslová asociace pro informační systémy, komunikační technologie a spotřební elektroniku). Toto logo bylo uvedeno na trh v roce 2005 za účelem zjednodušení orientace evropských spotřebitelů v moderních zobrazovacích zařízeních. Licenční podmínky pro používání loga uvádějí technické požadavky, které musí zařízení splňovat. Ve zkratce zařízení musí dokázat zpracovat obrazový HD signal (720p/1080i/1080p) a zobrazit ho v minimálním rozlišení, které má alespoň 720 horizontálních řádků.
HD je zkratka pro “High-Definition”, tedy “vysoké rozlišení”. Odkazuje jak k HDTV neboli High-definition television, tedy velkoplošným širokoúhlým přijímačům založeným na technologii LCD, DLP, plazma či jiných, tak i k samotnému HD obsahu, například videu ve vysokém rozlišení přehrávanému pomocí přehrávačů HD-DVD či Blu-ray. HD poskytuje mnohem vyšší kvalitu obrazu než klasické CRT obrazové standardy jako je PAL či NTSC v USA. Zároveň jsou ale také vyšší nároky na zpracování a zachycení HD obrazu.
Full HD je marketingové označení, které se používá volně a jako takové neposkytuje žádné záruky. Zpravidla se jim označují televizory s rozlišením 1920×1080 bodů. Odvozeně od toho se tak označuje i obraz/video s tímto rozlišením.

## Požadavky na HD Ready
Aby zařízení mohlo být označeno logem HD ready, musí splňovat následující požadavky:
1. Displej, obrazovka
  - Minimální nativní rozlišení obrazovky (např. LCD, plazma) nebo zobrazovacího zařízení (např. projektor) 720 fyzických řádků v širokoúhlém zobrazení. (Poznámka: Pro obrazovky v širokoúhlém formátu 16:9 to tedy znamená minimální rozlišení 1280×720 obrazových bodů (často 1366×768), pro obrazovky ve formátu 4:3 to znamená minimální rozlišení 1280x960 obrazových bodů.)
2. Video rozhraní
  - Zobrazovací zařízení je schopné přijímat HD signál přes:
    - Analogový YPbPr a
    - DVI (Digital Visual Interface) nebo HDMI™

  - Tyto vstupy musí podporovat zobrazení následujících HD videoformátů:
    - 1280×720 @ 50 a 60 Hz progresivní (progressive) zobrazení (“720p”)
    - 1920×1080 @ 50 a 60 Hz prokládané (interlaced) zobrazení (“1080i”)

  - DVI a HDMI vstupy zařízení podporují ochranu proti kopírování (HDCP)